# Luís Colussi
Dom Luís Colussi (Bento Gonçalves, 25 de julho de 1931 - Curitiba, 4 de dezembro de 1996) foi um bispo católico.
Filho de Lino Colussi e Margarida D'Agnoluzzo, de origem italiana, foi ordenado presbítero por Dom Benedito Zorzi, bispo da diocese de Caxias do Sul, em 1 de dezembro de 1957, sendo eleito bispo auxiliar da arquidiocese de Londrina em 3 de janeiro de 1978, ocorrendo a ordenação episcopal em 7 de março de 1978, sendo consagrante principal Dom Geraldo Fernandes Bijos e co-consagrantes Dom Benedito Zorzi e Dom José Ivo Lorscheiter. Foi eleito, em 28 de março de 1980, bispo coadjutor da diocese de Lins, sucedendo a Dom Pedro Paulo Kopp em 11 de outubro de 1980.
Em 5 de dezembro de 1983 foi indicado bispo da diocese de Caçador.
Em 14 de março de 1984 foi co-consagrante de Dom Walter Bini.